# Kemerovska oblast
Kemerovska oblast (rus. Ке́меровская о́бласть, Kemerovskaja oblast), često nazivana Kuzbas (rus. Кузба́сс) po Kuznjeckom bazenu, je federalni subjekt Rusije (oblast), smještena u jugozapadnom Sibiru gdje se Zapadnosibirska ravnica sreće s Južnosibirskim planinama. Oblast, koja pokriva porvšinu od 95,500 km², dijeli granicu s Tomskom oblasti na sjveru, Krasnojarskim krajem i Republikom Hakasijom na istoku, Altajskim krajem na istoku i Novosibirskom oblasti i Republikom Altaj na zapadu. Stanovništvo uglavnom čine Rusi, ali postoje i zajednice Ukrajinaca, Tatara i Čuvaša.
Oblast je osnovana 1943., ali je već ranije imala prethodnike. Najstariji grad Kemerovske oblasti je Kuznjeck (nakon 1961. Novokuznjeck), osnovan 1618, ubrzo nakon što je kozački ataman Jermak prodro u Sibir. Kuznjeck je također najveći grad oblasti, veći čak i od upravnog središta Kemerova. Kemerovska oblast je jedna od najurbaniziranijih oblasti s Rusije, s time da preko 70% stanovništva živi u devet najvećih gradova.
Kemerovska oblast je jedna od najvažnijih industrijskih regija Rusije, s nekim od najvećih naslaga ugljena na svijetu. Jugom regije dominira metalurgija i rudarstvo, kao i strojarska i kemijska industrija. Evraz Group i njena poslovnica Evrazruda vode vađenje željezne rude te postoje i postrojenja za proizvodnju koksa. Sjeverni dio je više orijentiran na poljoprivredu. Oblast ima gustu željezničku mrežu, uključujući Transsibirsku željeznicu.

## Vanjske poveznice
- (rus.) Službene stranice  Arhivirana inačica izvorne stranice od 28. rujna 2007. (Wayback Machine)